# Tóp mỡ

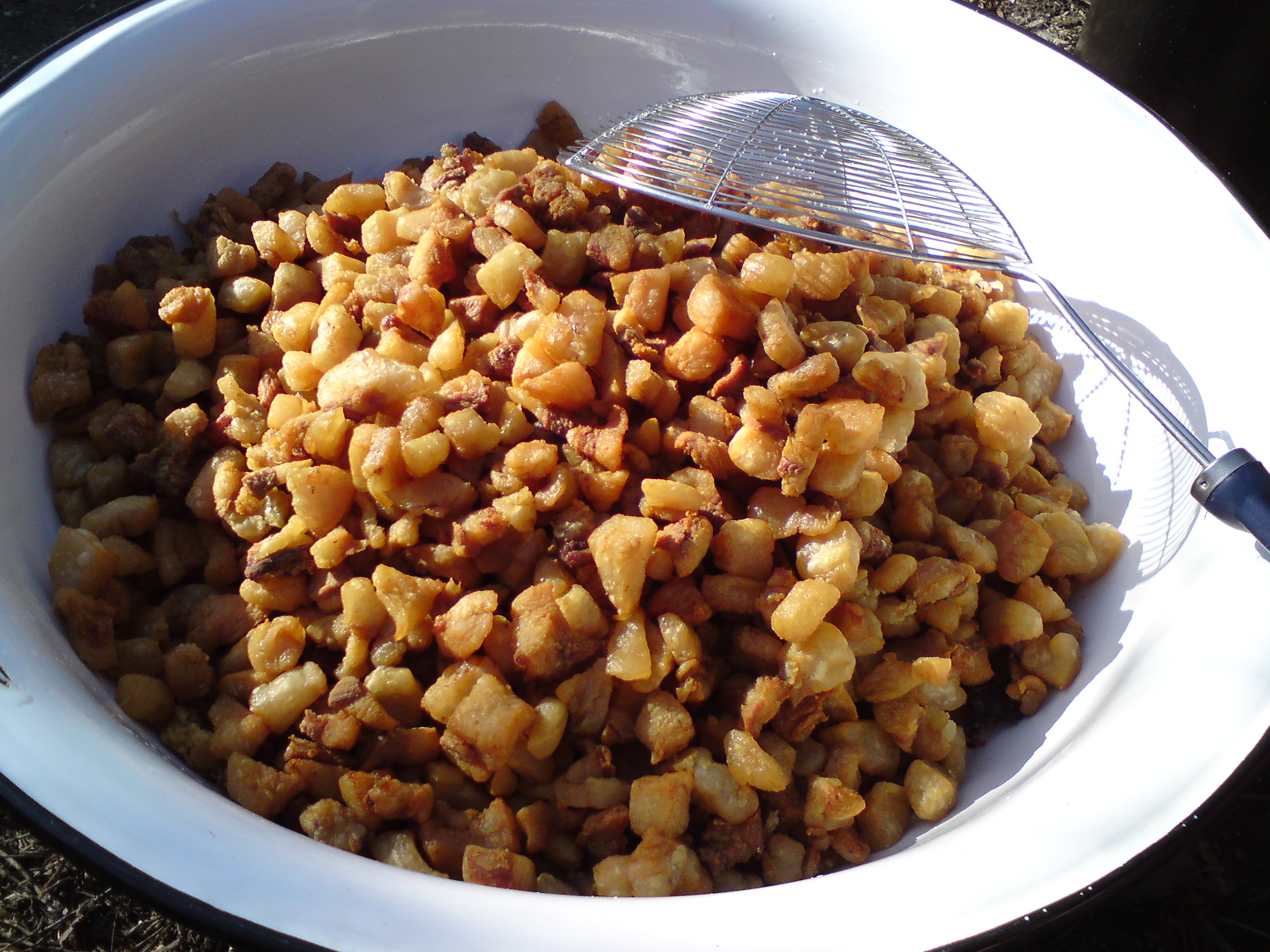
Một đĩa tóp mỡ

Tóp mỡ (hoặc Tép mỡ) là món ăn vặt dân dã được chế biến từ những miếng thịt, chủ yếu là thịt mỡ được thái nhỏ vụn từng miếng nhỏ, tóp mỡ hình thành từ mỡ lợn thái miếng chiên lên, thái nhỏ ra và thắng cho kiệt nước, phần nước mỡ cất vào lọ dùng dần để chế biến các món xào, nấu, phần tóp mỡ khô quắt còn lại thường được tận dụng làm món ăn với cơm hoặc dùng với các món khác như bún ốc. Miếng tóp mỡ ngon phải còn chút thịt nạc dính vào để "trung hòa" độ béo, lại tăng độ giòn rụm. Ngoài việc là món ăn ngon, tóp mỡ cũng là một loại thực phẩm thông dụng trong thời bao cấp ở Việt Nam vì là nó là một trong những thực phẩm dùng thay thế cho dầu và thịt, vốn là những "xa xỉ phẩm" thời kỳ bấy giờ.

## Tóp mỡ và sức khỏe

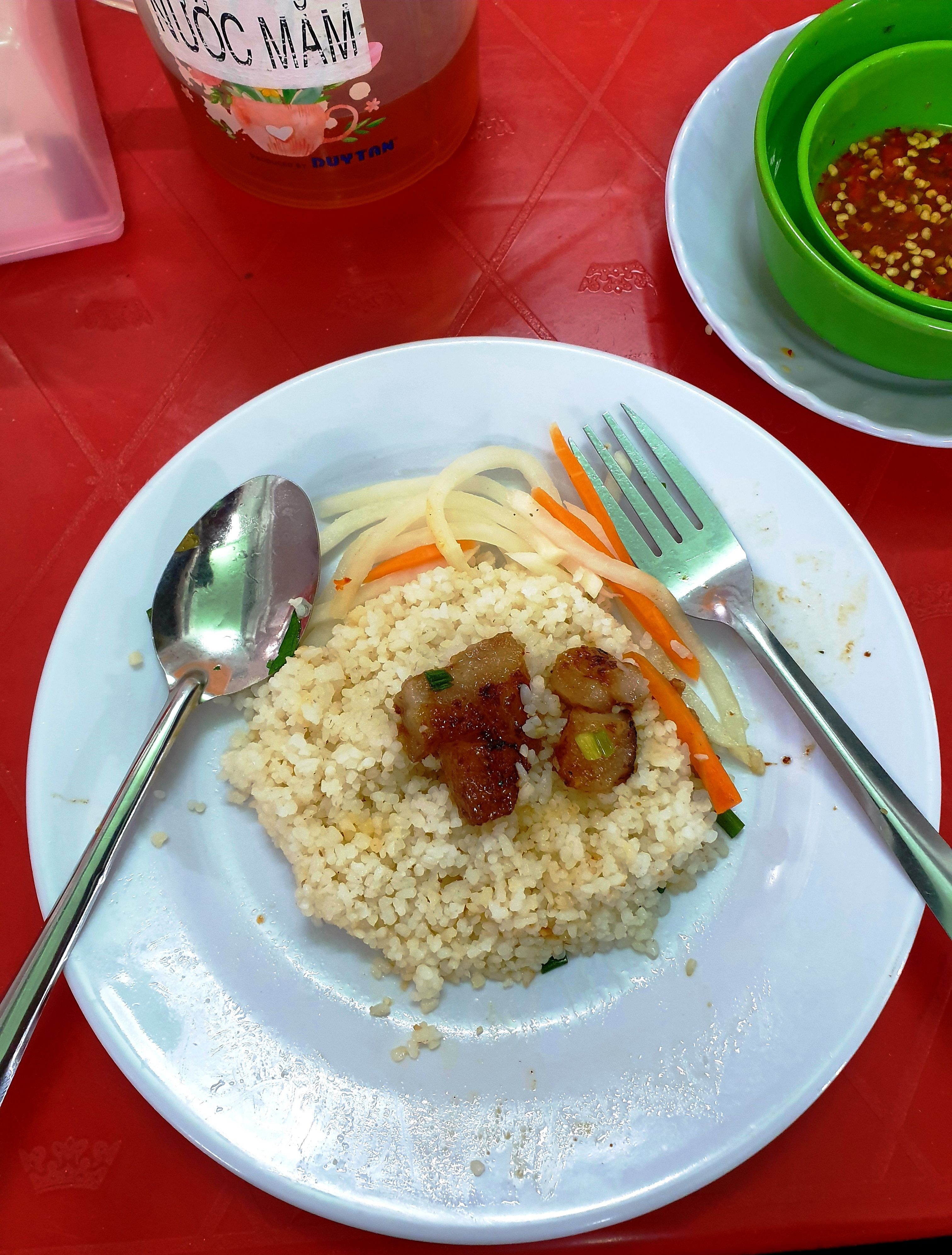
Cơm tấm tóp mỡ ở Tân Phú

Một điều đáng chú ý là tóp mỡ là món ăn vặt được nhiều người ưa chuộng không phải vì vị ngon mà vì vấn đề sức khỏe. Theo một số ý kiến, tóp mỡ có hàm lượng chất đạm rất cao (70%) cũng như hàm lượng cacbohydrat và chất béo thấp hơn rất nhiều so với các món quà vặt thông dụng khác (khoai tây chiên hay bánh biscuit). Chất béo của tóp mỡ cũng được cho rằng ít nguy hại hơn nhiều người nghĩ, vì chủ yếu chúng là chất béo không no, phần chất béo no chủ yếu là các chất béo "vô hại" vì chúng không làm tăng hàm lượng cholesterol. Tỉ lệ dinh dưỡng này khiến nó là thức ăn vặt lý tưởng cho những người đang thực hiện ăn kiêng theo khẩu phần nhiều đạm và ít cacbonhydrat (tỉ như khẩu phần Atkins). Tuy nhiên cũng có những ý kiến cho rằng việc tiêu thụ nhiều tóp mỡ thực chất là gây hại cho sức khỏe vì tóp mỡ chứa quá nhiều chất béo và cung cấp một lượng lớn calori. Theo Hội đồng Thông tin Thực phẩm Quốc tế ở Washington DC, điều này có thể dẫn đến các bệnh về tim, thận, gout và loãng xương. Jeanne Goldberg, Giám đốc Trung tâm Thông tin Dinh dưỡng tại Đại học Tufts ở Medford, Massachusetts nhận xét rằng tóp mỡ là một món ăn chóng gây chán, và khi người dùng chán tóp mỡ và quay về với thói quen ăn uống cũ, họ lại tăng cân rất nhanh. Tóp mỡ trên thị trường cũng có thể lẫn những loại không rõ nguồn gốc, không đảm bảo an toàn vệ sinh.